# Mariestads Golfklubb
Mariestads Golfklubb är en golfklubb i Västergötland. Den har golfbana 4 kilometer väster om Mariestad och bildades den 14 januari 1975. Förutom en 18-hålsbana finns här driving range, puttinggreen och chippinggreen med bunker. Sedan 2005/2006 bedriver man i samarbete med Vadsbrogymnasiet ett golfgymnasium.

## Historia
Klubben bildades vid ett offentligt möte med cirka 80 deltagare. Till ordförande valdes Sven Edqvist och till övriga styrelseledamöter Nild Falk, Lars Ekström, Ulf Madison, Jan Magnusson, Seved Mejstedt och Lars Olson. Årsavgiften fastställdes till 10 kr.
Vid extra årsmöte i november samma år fastställdes klubbens stadgar. Olika markområden för byggande av bana undersöktes och i början av 1976 bedömdes området Gummersta vid Sandviken som lämpligast. Området disponerades genom arrende av Kriminalvårdsstyrelsen. Jan Sederholm upprättade en dispositionsplan över området.
Först 1978 ger förhandlingarna med Kriminalvårdsstyrelsen resultat och den 1 januari 1979 blir området disponibelt. Den 26 september fattades beslut om byggandet av 9 hål, som skulle finansieras genom andelsteckning à 2000 kronor. Seved Mejstedt fick uppdraget att bygga de 9 hålen som invigdes 22 augusti 1980 av landshövding Karl Frithiofsson. År 1983 byggs banan ut till 15 hål och i september 1984 är hela 18-hålsbanan klar. År 1988 färdigställdes det nuvarande klubbhuset. 1998 slutförs förhandlingarna med Assi Domän om köp av marken som övertogs den 1 april 1999.